# 엘런 버스틴
엘런 버스틴(Ellen Burstyn, 1932년 12월 7일 ~ )은 미국의 배우이다. 연기계 트리플 크라운으로 불리는 아카데미상, 에미상, 토니상을 전부 받은 몇 안 되는 배우들 중 하나이다. 마틴 스코세이지의 《앨리스는 이제 여기 살지 않는다》(1974)로 아카데미 여우주연상을, 《Same Time, Next Year》(1975)로 토니상 연극 부문 여우주연상을, NBC 드라마 《로앤오더: 성범죄 전담반》(2008)으로 프라임타임 에미상 드라마 시리즈 부문 게스트 여우상을, USA 드라마 《Political Animals》(2012)로 프라임타임 에미상 미니시리즈·영화 부문 여우조연상을 수상하였다.
버스틴은 또한 BAFTA와 골든 글로브상 수상자이기도 하다. 2013년 미국 극장 명예의 전당(American Theater Hall of Fame)에 헌액되었다.

## 출연 작품

### 영화
- 마지막 영화관 (1971)
- 킹 오브 마빈 가든스 (1972)
- 엑소시스트 (1973)
- 앨리스는 이제 여기 살지 않는다 (1974)
- 프로비던스 (1977)
- 같은 시간, 내년에 (1978)
- 욕망의 거리 (1986)
- 한나스 워 (1988)
- 사랑을 위하여 (1991)
- 남자가 사랑할 때 (1994)
- 아메리칸 퀼트 (1995)
- 스핏파이어 그릴 (1996)
- 페이탈 서스펙트 (1997)
- 플래닝 하트 (1998)
- 레퀴엠 (2000)
- 더 야드 (2000)
- 행복한 비밀 (2002)
- 레드 드래곤 (2002)
- 다운 인 더 밸리 (2005)
- 천년을 흐르는 사랑 (2006)
- 위커맨 (2006)
- 더블유 (2008)
- 그레타 (2009)
- 메인 스트리트 (2010)
- 드래프트 데이 (2014)
- 인터스텔라 (2014)
- 추억의 마니 (2014)
- 아델라인: 멈춰진 시간 (2015)
- 유니티 (2015)
- 이야기 (2018)
- 루시 인 더 스카이 (2019)
- 그녀의 조각들 (2020) - 엘리자베스 역
- 엑소시스트: 믿는 자 (2023) - 크리스 맥닐 역

### 텔레비전
- 페리 메이슨 (1962)
- 딜론 보안관 (1962, 1971)
- 빅 러브 (2007-11)
- 로앤오더: 성범죄 전담반 (2008)
- Political Animals (2012)
- 루이 (2014)
- 맘 (2015)
- 하우스 오브 카드 (2016)